# DNY
Dansk Nyhedsbureau (DNY) var et nyhedsbureau, hvis ejerskab lå hos den landsdækkende og husstandsomdelte gratisavis Nyhedsavisen.